# Reserva índia Pauma i Yuima
La reserva índia Pauma és una reserva índia de la tribu reconeguda federalment Banda Pauma d'indis luiseños a la cantonada nord del comtat de San Diego (Califòrnia), prop dels contraforts del Mount Palomar. Té la seu a Pauma Valley (Califòrnia) i està governada per un consell tribal escollit democràticament de cinc membres.
L'àrea Pauma és la reserva principal amb dues petites extensions despoblades de terra que componen la reserva Yuima. La Reserva Pauma i Yuima es va establir el 1872. La contigua reserva índia Pala es troba a la seva frontera occidental. La comunitat més propera és Valley Center, situada al sud-oest de la reserva.
La Banda Pauma Band d'indis de missió luiseño posseeix i opera el Casino Pauma, Pauma Bay Café, Casino Pauma Deli, Red Parrot Pizza, i el Red Parrot Lounge, tots ells situats a Pauma Valley.